# 熔岩台地

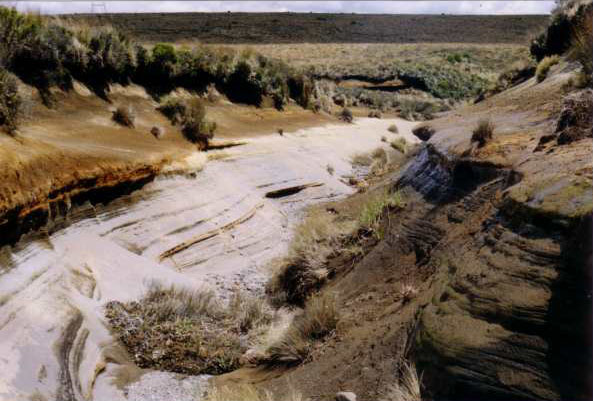
熔岩台地（新西兰）

熔岩台地或稱熔岩高原，通常是由高流動性的岩漿由一大群裂縫中滲透出來形成，漸漸流動而平坦覆蓋在地表上，如:澎湖玄武岩方山。